# Ryōgo Narita
Ryōgo Narita (成田 良悟, Narita Ryōgo) (né le 30 mai 1980) est un auteur japonais de light novels.

## Baccano!
Sa série Baccano!, illustrée par Katsumi Enami, est publiée depuis 2003. Elle lui a permis de remporter le Prix d'Or lors du 9e Prix du Roman Dengeki.
La série a été adaptée en un anime de 13 épisodes (+3 OAV) en 2007.

## Durarara!!
Sa série Durarara!!, illustrée par Suzuhito Yasuda, est publiée depuis 2004. Son premier arc compte 13 volumes et s'est achevé en janvier 2014. Le second a rapidement suivi sous le nom de Durarara!! SH.
Orihara Izaya to, Yūyake wo prend place après le premier arc, se centrant sur le personnage d'Izaya Orihara.
Également adaptée en animes diffusés à la télévision, le premier compte 24 épisodes (+2 OAV) et fut diffusé de janvier à juin 2010, tandis que le second divisé en 3 parties compte 36 épisodes et fut diffusé de janvier 2015 à mars 2016.
13 histoires annexes originales ont été publiées avec les Blu-ray / DVD du premier anime sous le titre Durarara!! Minna wa Nakayoshi, ainsi que 18 avec le second anime sous le titre Durarara!! 18 Shiryaku.
Etsusa Oohashi, également illustrée par Suzuhito Yasuda, se place dans le même univers que Durarara!!, mais 15-20 ans plus tôt.

## Red Dragon
Basée sur le projet de jeu de rôle éponyme, une fiction créée par cinq character designers notables: Gen Urobuchi (Fate/Zero), Kinoko Nasu (Kara no Kyoukai), Iduki Kougyoku (Mimizuku to Yoru no Ou), Ryohgo Narita (Durarara!!), et Simadoriru (membre du cercle de doujin Stripe Pattern). Le résultat de leurs sessions de jeu de table sur six jours leur a fourni assez de matière pour rédiger une série de light novel en sept volumes.

## Œuvres originales
| Type        | Titre                                               | Collaborateurs                                        | Début            | Fin              | Vol. |
| ----------- | --------------------------------------------------- | ----------------------------------------------------- | ---------------- | ---------------- | ---- |
| Light novel | Baccano!                                            | illustré par Katsumi Enami                            | 10 février 2003  | en cours         | 22   |
| Light novel | Etsusa Oohashi (Etsusa Bridge)                      | illustré par Suzuhito Yasuda                          | 10 décembre 2003 | 10 mai 2006      | 4    |
| Light novel | Durarara!!                                          | illustré par Suzuhito Yasuda                          | 10 avril 2004    | 11 janvier 2014  | 13   |
| Light novel | Vamp!                                               | illustré par Katsumi Enami                            | 10 mai 2004      | 9 octobre 2010   | 5    |
| Light novel | Durarara!! Gaiden!?                                 | illustré par Suzuhito Yasuda                          | septembre 2004   | mars 2014        | 1    |
| Light novel | Hariyama-san                                        | illustré par Katsumi Enami et Suzuhito Yasuda         | octobre 2005     | octobre 2009     | 3    |
| Light novel | Etsusa Oohashi Gaiden: 5656! Knights' Strange Night | illustré par Suzuhito Yasuda                          | 10 novembre 2008 | 10 novembre 2008 | 1    |
| Light novel | Durarara!! Minna wa Nakayoshi                       | illustré par Suzuhito Yasuda                          | 24 février 2010  | 23 février 2011  | 13   |
| Light novel | BLEACH Spirits Are Forever With You                 | Tite Kubo, auteur original                            | 4 juin 2012      | 4 juin 2012      | 2    |
| Light novel | Red Dragon                                          | Gen Urobochi, Kinoko Nasu, Iduki Kougyoku, Simadoriru | 15 juin 2012     | 12 juin 2014     | 7    |
| Manga       | Stealth Symphony                                    | illustré par Youichi Amano                            | 22 mars 2013     | 14 juillet 2014  | 3    |
| Light novel | Durarara!! SH                                       | illustré par Suzuhito Yasuda                          | 10 avril 2014    | en cours         | 4    |
| Light novel | Fate/strange Fake                                   | illustré par Shizuki Morii                            | 10 janvier 2015  | 10 janvier 2015  | 5    |
| Light novel | Durarara!! 18 Shiryaku                              | illustré par Suzuhito Yasuda                          | 25 février 2015  | 27 juillet 2016  | 18   |
| Light novel | Orihara Izaya to, Yūyake wo                         | illustré par Suzuhito Yasuda                          | 10 juillet 2015  | 10 juillet 2015  | 1    |
| Manga       | Kuroha to Nijisuke                                  | illustré par Nazuna Shiraume                          | 26 octobre 2016  | 26 janvier 2017  | 1    |
| Light novel | BLEACH Can't Fear Your Own World                    | Tite Kubo, auteur original                            | 28 avril 2017    | 2 décembre 2018  | 3    |
| Manga       | Dead Mount Death Play                               | illustré par Shinta Fujimoto                          | 20 octobre 2017  | en cours         | ?    |